# Kowalewo Małe
Kowalewo Małe (niem. Wotterkeim, Dorf) – przysiółek wsi Kowalewo Duże w Polsce, położony w województwie warmińsko-mazurskim, w powiecie kętrzyńskim, w gminie Korsze.
W latach 1975–1998 przysiółek administracyjnie należał do województwa olsztyńskiego.